# منطقه ساوارا، فوکوئوکا

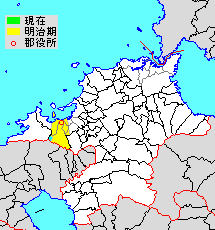
محدوده ناحیه ساوارا، استان فوکوکا

منطقه ساوارا، فوکوئوکا (به ژاپنی: 早良郡 Sawara-gun) یکی از شهرستان‌های ژاپن است که در استان فوکوئوکا واقع شده‌است. این منطقه در اول مارس سال ۱۹۷۵ منحل شد.